# Fiodor Numsen
Fiodor (Frederik) Michajłowicz Numsen, (ros. Фёдор/Фредерик Михайлович Нумсен, ur. 10 lutego 1737 w Vejle, zm. 9 kwietnia?/21 kwietnia 1802 w Petersburgu) – generał-lejtnant Armii Duńskiej, a następnie generał kawalerii Armii Imperium Rosyjskiego.

## Życiorys
Urodził się 10 lutego 1737 w duńskim Vejle. Był synem duńskiego marszałka Michaela Numsena i Margrethe Marie Thomasine von Ingenhaef (1705–1776). W 1750 roku wstąpił na służbę wojskową, w 1754 roku otrzymał stopień porucznika, a w 1761 roku kapitana kawalerii. W 1760 roku został szambelanem królewskim. Uczestniczył w wojnie siedmioletniej, służąc w oddziałach austriackich i francuskich, m.in. w sztabie Claude-Louisa de Saint-Germaina. Jeszcze w 1769 roku został odznaczony Orderem Orła Białego. W latach siedemdziesiątych znajdował się w gronie przeciwników Johanna Friedricha Struenseego. W kolejnych latach, m.in. w miastach Fredericia i Randers, dowodził pułkami dragonów. W 1773 roku znalazł się w komisji ds. reformy armii, a także otrzymał Order Dannebroga. Od 1777 roku w stopniu generała-majora. Znajdował się w gronie towarzyskim następcy tronu księcia Fryderyka. W 1789 roku mianowany generałem-lejtnantem, jednakże jeszcze pod koniec lat osiemdziesiątych popada w niełaskę, z uwagi na nieprawidłowości jakie wykryto w dowodzonych przez niego regimentach, za co zostaje pozbawiony dowództwa. W 1789 roku przechodzi na służbę rosyjską.
W latach 1788–1790 brał udział w wojnie rosyjsko-szwedzkiej, gdzie służył m.in. we flocie, pod dowództwem Karla von Nassau-Siegen. W 1790 został kawalerem rosyjskiego Orderu św. Jerzego, a także otrzymał Order Świętego Aleksandra Newskiego. Był inspektorem kawalerii dywizjonu liflandzkiego. Dowodząc oddziałami stacjonującymi w tym rejonie Imperium Rosyjskiego mieszkał w Valdze. W 1797 roku otrzymał stopień generała kawalerii. Od 3 grudnia 1796 do 15 kwietnia 1799 roku dowodził 12 Starodubowskim Pułkiem Dragonów. Cieszył się łaską Katarzyny II, a po jej śmierci także cesarza Pawła I. Zmarł 9 kwietnia?/21 kwietnia 1802 roku w Petersburgu.

## Rodzina

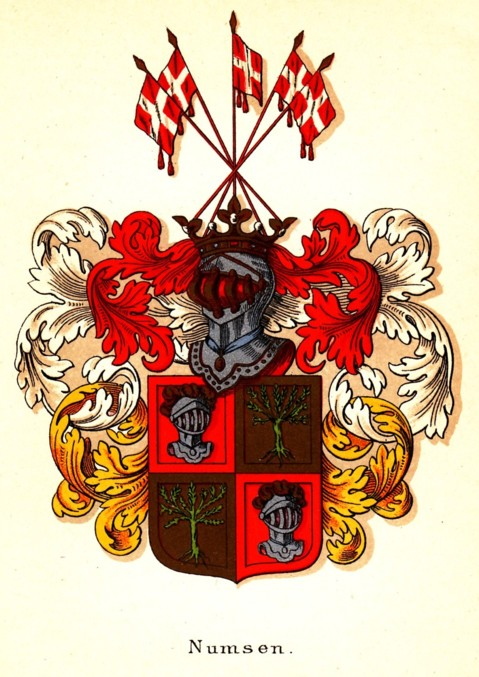
Herb rodu Numsenów

Syn duńskiego marszałka Michaela Numsena (ur. 28 mar 1686, zm. 7 września 1757) i Margrethy Marii Thomasiny von Ingenhaef (ur. 8 marca 1705, zm. 8 października 1776). 16 grudnia 1763 roku poślubił w kopenhaskim kościele zamkowym w Christiansborgu damę dworu Franciskę Eleonorę von der Osten (ur. 14 lipca 1737 w Sorø, zm. 8 stycznia 1765 w Aarhus). Z tego związku:
- Frederica Juliane Marie von Numsen (ur. 25 września 1764 w Aarhus, rok śmierci nieznany)[6]

3 listopada 1775 roku, w kościele w Borbjerg, poślubił Elisabeth Birgittę Sehested (ur. 6 października 1727, zm. 23 czerwca 1804 w Holstebro). Małżeństwo to pozostało bezdzietne.